# Gold Range
Gold Range är ett berg i Kanada.   Det ligger i provinsen British Columbia, i den södra delen av landet, 3 200 km väster om huvudstaden Ottawa. Toppen på Gold Range är 2 470 meter över havet.
Terrängen runt Gold Range är huvudsakligen bergig, men den allra närmaste omgivningen är kuperad. Trakten runt Gold Range är nära nog obefolkad, med mindre än två invånare per kvadratkilometer.. Det finns inga samhällen i närheten.
Trakten runt Gold Range består i huvudsak av gräsmarker.